# Морган, Ли
Э́двард Ли Мо́рган (англ. Edward Lee Morgan; 10 июля 1938 Филадельфия, штат Пенсильвания — 19 февраля 1972 года, Нью-Йорк) — американский джазмен-трубач, игравший в стиле хард-боп.

## Биография
Эдвард Ли Морган родился в Филадельфии 10 июля 1938 года. Он был самым младшим из четырёх детей в семье Отто Рикардо и Нети Беатрис Морган.
Ли Морган постоянно записывался в качестве трубача-солиста и композитора с 1956 года, последняя запись сделана за день до его смерти в феврале 1972 года. Интересовавшийся в детские годы вибрафоном, он вскоре начал со все возрастающим энтузиазмом играть на трубе. На тринадцатый день рождения сестра Эрнестин подарила ему первую трубу. Основное стилистическое влияние на молодого Моргана оказал Клиффорд Браун, давший ему несколько уроков перед тем, как Ли в возрасте 18 лет присоединился к биг-бэнду Диззи Гиллеспи, где и играл на протяжении полутора лет вплоть до того, как экономические соображения не заставили Гиллеспи распустить коллектив в 1958 году. Он начал сотрудничать со звукозаписывающей компанией Blue Note Records в 1956 году, записав в последующем 25 альбомов в качестве солиста и поработав за это время более чем с 250 музыкантами. Часть альбомов он записал на лейбле Vee-Jay.

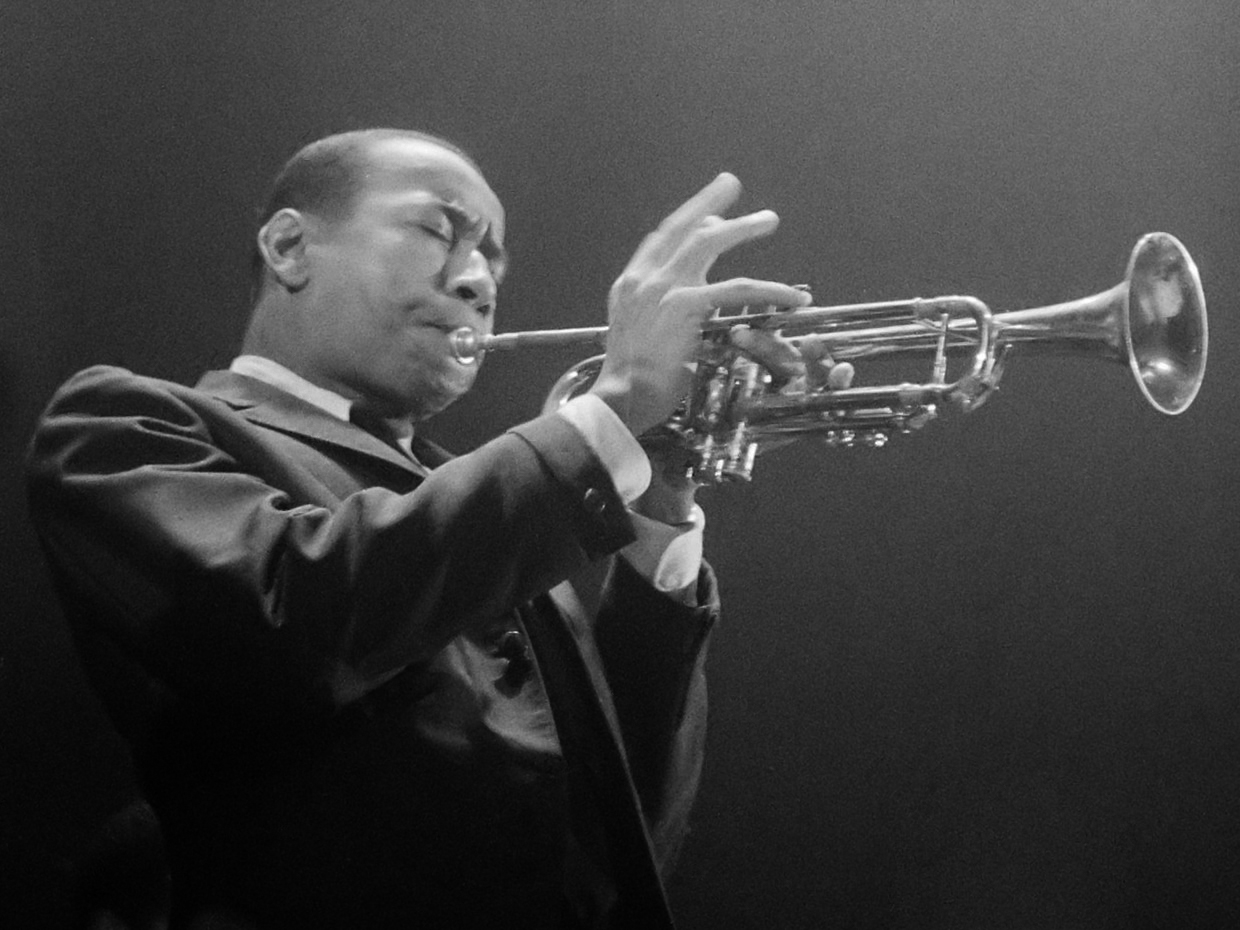
Ли Морган (1959)

В качестве исполнителя Ли принял участие в создании нескольких первых записей Хэнка Мобли, в записи альбома Джона Колтрейна Blue Train (1957).
Присоединившись к коллективу Арта Блэйки Jazz Messengers в 1958, он продолжил совершенствовать исполнительское и композиторское мастерство. Гастролируя с Блэйки несколько лет, Морган принял участие в записи нескольких альбомов, в том числе Moanin', ставшего одной из самых узнаваемых записей бэнда. После того как Бенни Голсон покинул Jazz Messengers, Морган уговорил Блэйки взять на освободившееся место молодого тенор-саксофониста Уэйна Шортера. Этот состав Jazz Messengers, включавший также пианиста Бобби Тиммонса и басиста Джими Мерритта, записал ставший впоследствии классическим альбом The Freedom Rider. Проблемы с наркотиками принудили Моргана и Тиммонса покинуть коллектив в 1961 году, трубач вернулся в родную Филадельфию. Согласно сведениям Тома Пирчарда, биографа Моргана, на героин, помешавший развитию его карьеры, Моргана «подсадил» сам Блэйки.
По возвращении в Нью-Йорк в 1963 он записал пластинку The Sidewinder, имевшую огромный коммерческий успех. Заглавная композиция покорила вершины поп-чартов в 1964 году и стала фоновой мелодией телерекламы фирмы Chrysler. Ввиду большого, но постепенно проходящего успеха The Sidewinder на быстро меняющемся музыкальном рынке, компания Blue Note предложила остальным своим музыкантам использовать ритм «boogaloo», впервые появившийся в композиции. Сам Морган позже неоднократно прибегал в его использованию, к примеру в «Cornbread» (из одноименного альбома) и «Yes I Can, No You Can’t», вышедшей на пластинке The Gigolo. Во время записи авангардного альбома Evolution с Граханом Монкуром III Морган почувствовал качественное улучшение в игре.
После этого коммерческого успеха Морган продолжил часто записываться, создав такие работы, как Search for the New Land (1964), вошедшую в топ-20 чарта R&B. Он ненадолго вернулся в Jazz Messengers после того, как его преемник Фредди Хаббард ушёл в другую группу. Вместе с Джоном Гилмором этот состав коллектива принял участие в записях одной из первых джазовых программ на телевидении Jazz 625.
На протяжении 1960-х Морган записал двадцать альбомов как солист, а также продолжил записываться к качестве исполнителя в альбомах других музыкантов, таких как Night Dreamer Уэйна Шортера; Mr. Natural Стэнли Тёррентайна; The Night of the Cookers Фредди Хаббарда; Dippin', A Caddy for Daddy, A Slice of the Top, Straight No Filter Хэнка Мобли; Jackknife and Consequence Джеки МакЛина; Mode for Joe Джо Хендерсона; Tender Moments МакКой Тёрнера; Think and Turning Point Лонни Смита; The Prime Element Элвина Джонса; Easterly Winds Джека Вильсона; Love Bug Ройбена Вильсона; Mother Ship Ларри Янга; Lee Morgan and Clifford Jordan Live in Baltimore 1968; Grass Roots Эндрю Хилла; а также в нескольких альбомах Арта Блэйки и Jazz Messengers.

## Смерть
Морган был убит рано утром 19 февраля 1972 года на сцене нью-йоркского джазового клуба Slugs' (р-н Иствидж-Виллидж) во время концерта своего бэнда. Находясь под впечатлением от произошедшей перед концертом ссоры, его гражданская жена Хелен Мор (сокр. от Морган) выстрелила в него, когда он был на сцене. Пуля попала в грудную клетку, смерть наступила практически мгновенно. Моргану было 33 года. Согласно показаниям очевидцев, мисс Мор зашла в клуб прямо перед последней частью выступления, когда ансамбль был уже на сцене. Морган поднимался на подмостки, когда она окликнула его по имени. Он обернулся, и Мор выстрелила. Затем швейцар Эрни Холмен схватил её за запястье и выхватил пистолет из руки. Хелен закричала: «Милый, что же я наделала?» — и бросилась к телу Моргана. Позже она была арестована, предстала перед судом, была осуждена и вышла на свободу условно в 1978 году. После освобождения Хелен Могран вернулась на родину в Северную Каролину. Она никогда не говорила публично об инциденте за исключением интервью, которое дала за месяц до своей смерти. Она умерла в Уилмингтоне, штат Нью-Йорк от сердечной недостаточности в марте 1996 года.
В 2015 году вышла книга писателя Ларри Томаса «Девушка, стрелявшая в Ли Моргана» (The Lady Who Shot Lee Morgan) о Хелен Морган из Северной Каролины. Сюжет книги основан на эксклюзивном интервью жены великого трубача, которое она дала в 1996 году буквально за месяц до сердечного приступа.

## Дискография
| Название альбома        |  | Год издания |  | Лейбл     |
| ----------------------- |  | ----------- |  | --------- |
| Lee Morgan Indeed!      |  | 1956        |  | Blue Note |
| Introducing Lee Morgan  |  | 1956        |  | Savoy     |
| Lee Morgan Sextet       |  | 1957        |  | Blue Note |
| Lee Morgan Vol. 3       |  | 1957        |  | Blue Note |
| City Lights             |  | 1957        |  | Blue Note |
| The Cooker              |  | 1957        |  | Blue Note |
| Candy                   |  | 1957        |  | Blue Note |
| Here's Lee Morgan       |  | 1960        |  | Vee-Jay   |
| The Young Lions         |  | 1960        |  | Vee-Jay   |
| Expoobident             |  | 1960        |  | Vee-Jay   |
| Lee-Way                 |  | 1960        |  | Blue Note |
| Take Twelve             |  | 1962        |  | Jazzland  |
| The Sidewinder          |  | 1963        |  | Blue Note |
| Search for the New Land |  | 1964        |  | Blue Note |
| Tom Cat                 |  | 1964        |  | Blue Note |
| The Rumproller          |  | 1965        |  | Blue Note |
| The Gigolo              |  | 1965        |  | Blue Note |
| Cornbread               |  | 1965        |  | Blue Note |
| Infinity                |  | 1965        |  | Blue Note |
| Delightfulee            |  | 1966        |  | Blue Note |
| Charisma                |  | 1966        |  | Blue Note |
| The Rajah               |  | 1966        |  | Blue Note |
| Standards               |  | 1967        |  | Blue Note |
| Sonic Boom              |  | 1967        |  | Blue Note |
| The Procrastinator      |  | 1967        |  | Blue Note |
| The Sixth Sense         |  | 1967        |  | Blue Note |
| Taru                    |  | 1968        |  | Blue Note |
| Caramba!                |  | 1968        |  | Blue Note |
| Live at the Lighthouse  |  | 1970        |  | Blue Note |
| The Last Session        |  | 1971        |  | Blue Note |